# Ladislau Brosovszky
Ladislau Brosovszky (n. 23 martie 1951, Arad, România – d. 23 decembrie 1990) a fost un fotbalist român. A fost campion al României cu UTA Arad.

## Palmares
- De două ori câștigător al Diviziei A (1968-1969, 1969-1970)
- Deține titlul de golgheter absolut al UT-ei în Divizia A cu 100 de goluri marcate în 314 meciuri.
- A jucat 16 meciuri în competițiile europene și a înscris 4 goluri.